# CSエレディアーノ
クルブ・スポルト・エレディアーノ（Club Sport Herediano (スペイン語発音: [kluβ (e)spoɾt eɾeˈðjano])）は、コスタリカ・エレディア州エレディアを本拠地とするサッカークラブである。

## 概要
1921年創設。同年に開始した国内リーグでは、初年度から2連覇を達成すると、1937年までの17シーズンで10回の優勝を記録した。
デポルティーボ・サプリサ、LDアラフエレンセと並び、コスタリカの強豪クラブの1つである。

## ライバル

### クラシコ・デル・ブエン・フトボル
デポルティーボ・サプリサとの対戦はクラシコ・デル・ブエン・フトボル（es:Clásico del Buen Fútbol）と呼ばれる。最初の対戦は1949年10月30日で、5-3でサプリサが勝利した。

### クラシコ・プロビンシアル
LDアラフエレンセとの対戦はクラシコ・プロビンシアル（es:Clásico Provincial）と呼ばれる。最初の対戦は1921年7月10日で、3-1でエレディアーノが勝利した。コスタリカ最古のダービーマッチである。

## タイトル
- プリメーラ・ディビシオン : 29回
  - 1921, 1922, 1924, 1927, 1930, 1931, 1932, 1933, 1935, 1937, 1947, 1948, 1951, 1955, 1961, 1978, 1979, 1981, 1985, 1987, 1992-93, Verano 2012, Verano 2013, Verano 2015, Verano 2016, Verano 2017, 2018アペルトゥーラ, 2019アペルトゥーラ, 2021アペルトゥーラ

- コスタリカ・カップ：10回
  - 1935, 1939, 1945, 1945, 1947, 1954, 1955, 1956, 1959, 1961

- コスタリカ・スーパーカップ：1回
  - 2020

## 現所属メンバー
注：選手の国籍表記はFIFAの定めた代表資格ルールに基づく。
| No. | Pos. |            | 選手名                     |
| --- | ---- | ---------- | -------------------------- |
| 1   | GK   | コスタリカ | アーロン・クルス           |
| 3   | DF   | コスタリカ | フェルナン・ファエロン     |
| 4   | MF   | コスタリカ | オルランド・ガロ           |
| 5   | DF   | コスタリカ | アクセル・キロス           |
| 7   | FW   | コスタリカ | ジェンドリック・ルイス     |
| 8   | MF   | コスタリカ | アラン・クルス             |
| 10  | MF   | コスタリカ | エリアス・アギラール       |
| 11  | FW   | コスタリカ | Ronaldo Araya              |
| 12  | DF   | コスタリカ | Shawn Johnson              |
| 16  | DF   | コスタリカ | Darryl Araya               |
| 17  | MF   | コスタリカ | ジェルトシン・テヘダ ()    |
| 18  | FW   | メキシコ   | エリック・トーレス         |
| 21  | DF   | メキシコ   | エベラルド・ルビオ         |
| 23  | GK   | コスタリカ | アレクサンドレ・レスカーノ |
| 24  | DF   | メキシコ   | ミゲル・バスルト           |

| No. | Pos. |              | 選手名                   |
| --- | ---- | ------------ | ------------------------ |
| 26  | MF   | コスタリカ   | エドゥアルド・フアレス   |
| 28  | MF   | コスタリカ   | ヘルソン・トーレス       |
| 31  | GK   | コスタリカ   | ステベン・オリアス       |
| 34  | FW   | コスタリカ   | アンディ・ロハス         |
| 38  | DF   | ホンジュラス | Getsel Montes            |
| 90  | FW   | コスタリカ   | フランシスコ・ロドリゲス |
| 94  | FW   | コスタリカ   | ジョン・ハイロ・ルイス   |
| 98  | MF   | コスタリカ   | アーロン・ムリージョ     |
| 99  | DF   | コスタリカ   | ケイネル・ブラウン       |
| -   | DF   | コスタリカ   | Krisler Villalobos       |
| -   | MF   | コスタリカ   | エメルソン・ブラーボ     |
| -   | MF   | コスタリカ   | Iverson Salmerón         |
| -   | MF   | コスタリカ   | アンドレイ・ソト         |
| -   | FW   | キューバ     | マルセル・ヘルナンデス   |
| -   | FW   | メキシコ     | ホセ・ゴンサレス         |

## 歴代所属選手
- ケニー・クニンガム 2008-2009, 2015-2016
- フランシスコ・カルボ 2011-2012
- エステバン・グラナドス 2015-
- ジョニー・アコスタ 2016-